# G8+5
O Grupo dos Oito + Cinco (G8+5), foi um grupo internacional que reunia os líderes (chefes de governo) dos países do G8 (Canadá, França, Alemanha, Itália, Japão, Rússia, Reino Unido e Estados Unidos), mais os chefes de governo das cinco principais economias emergentes (África do Sul, Brasil, China, índia e México). Em Março de 2014, a Rússia foi expulsa do Grupo dos Oito devido ao seu envolvimento na Crise da Crimeia, portanto é improvável que o G8+5 reúna-se novamente em sua forma original.

## Declaração de Fevereiro de 2007
No dia 16 de fevereiro de 2007, na reunião sobre a questão do aquecimento global, o grupo aceitou que não há dúvida que a mudança climática é provocada pela ação humana, e que deve existir um sistema global de controle de emissões e um mercado de carbono que seja adotado pelos países industrializados e também pelos países em desenvolvimento. O grupo espera que este esteja valendo no ano de 2009 e que substitua o Protocolo de Quioto, cuja validade expira em 2012.

## Fundação
O grupo G8+5 foi formado em 2005 na cidade Gleneagles, quando Tony Blair, Primeiro Ministro do Reino Unido, no papel de anfitrião do encontro anual do G8, convidou os principais países emergentes para participar nas conversações. A esperança era que a soma de esforços formaria um grupo mais forte e representativo, que poderia injetar um novo ânimo nas negociações de Doha e que permitiria uma maior cooperação na questão da mudança climática.
Em seguida ao encontro, estes países lançaram uma declaração conjunta buscando construir no futuro um "novo paradigma para a cooperação internacional".
O diálogo sobre a mudança climática do G8+5 foi lançado em 24 de fevereiro de 2006, pelo grupo Global Legislators Organisation for a Balanced Environment (GLOBE) em parceria com a Com+ Alliance uma aliança de comunicadores para o desenvolvimento sustentável.